# 1942 في تونس

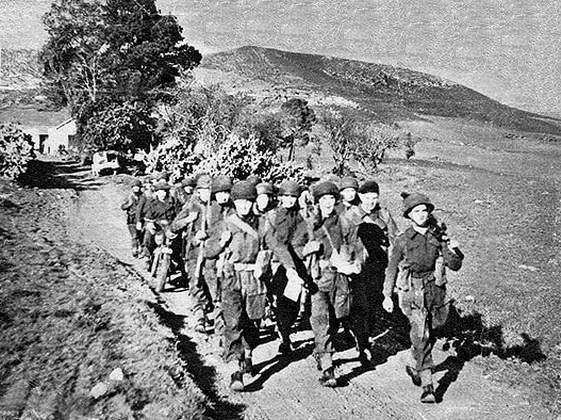
صورة للجنود الفرنسيين في تونس قبل الاستقلال

فيما يلي قوائم الأحداث التي وقعت خلال عام 1942 في تونس.

## أحداث
- 17 نوفمبر – حملة تونس

## مواليد

### يناير
- 1 يناير – أحميدة النيفر
- 1 يناير – الطاهر لبيب عالم اجتماع تونسي.
- 1 يناير – مختار التليلي لاعب كرة قدم تونسي.
- 19 يناير – سليم محفوظ ممثل تونسي.
- 22 يناير – فاطمة بوساحة مغنية تونسية.
- 24 يناير – عبد المجيد الشرفي مدرس جامعي.

### مايو
- 7 مايو – برنار باربارا فيزيائي فرنسي.[1]

### يونيو
- 5 يونيو – جان لويس كالفي أستاذ جامعي فرنسي.

### أكتوبر
- 1 أكتوبر – عبد القادر الزيتوني سياسي تونسي.

### ديسمبر
- 7 ديسمبر – الدالي الجازي
- 24 ديسمبر – الهادي مهني سياسي من تونس.

## وفيات

### فبراير
- 8 فبراير – خليل بوحاجب (مواليد 1863) سياسي تونسي.[2]

### يونيو
- 19 يونيو – أحمد باي بن علي باي (مواليد 1862) سياسي تونسي.

### أغسطس
- 9 أغسطس – الطاهر صفر (مواليد 1903) سياسي تونسي.